# Vielank
Vielank ist eine Gemeinde im Landkreis Ludwigslust-Parchim in Mecklenburg-Vorpommern (Deutschland). Sie wird vom Amt Dömitz-Malliß mit Sitz in der Stadt Dömitz verwaltet.

## Geografie
Die Gemeinde Vielank liegt innerhalb des Biosphärenreservats Flusslandschaft Elbe-Mecklenburg-Vorpommern am südwestlichen Rand der Griesen Gegend. Im Südwesten grenzt die Gemeinde an das niedersächsische Amt Neuhaus. Durch das Gemeindegebiet fließt die Rögnitz in nordwestlicher Richtung gen Sude.
Umgeben wird Vielank von den Nachbargemeinden Belsch im Norden, Göhlen im Nordosten, Grebs-Niendorf im Osten, Dömitz im Südosten, Amt Neuhaus im Süden sowie Lübtheen im Westen und Nordwesten.
Zur Gemeinde Vielank gehören die Ortsteile Alt Jabel, Hohen Woos, Laupin, Neu Jabel, Tewswoos, Vielank (Kernort), Woosmer und die Siedlung Woosmerhof. Die Gemeinden Tewswoos und Woosmer wurden am 13. Juni 2004 in die Gemeinde Vielank eingegliedert.

## Geschichte
Die erste urkundliche Erwähnung Vielanks stammt aus dem Jahre 1421. Die Ortsteile Alt Jabel und Hohen Woos wurden bereits 1291 erwähnt, die Siedlung Woosmerhof entstand 1277 als Gutshof. Über Tewswoos gibt es keine frühgeschichtlichen Nachweise, vermutlich wurde das Dorf um 1456 gegründet. Der jüngste Ortsteil ist Neu Jabel (1823/24).
Die Jabelheide war mutmaßlich einer der letzten Orte Mecklenburgs, in denen die Sprache der im Frühmittelalter eingewanderten Slawen gebräuchlich war. 1521 schrieb man über die Gegend: „Diejenigen, die die Heide von Jabel bewohnen, sowohl der Sache als auch der Sprache nach bis heute Sarmaten [d. h. Slawen], haben nichts an ihren Sitten geändert.“ 1612 hingegen wird das Niederdeutsche als Umgangssprache genannt.
Am 1. Juli 1950 wurden die Gemeinden Alt Jabel und Neu Jabel eingegliedert.
Auf dem Gelände der ehemaligen Dorfschule Alt Jabel und im Waldbad wird seit den 1960er Jahren ein Schwimmlager und ab 1990 ein Bildungscamp mit weiteren Angeboten abgehalten. Da es weder in Ludwigslust noch in der Umgebung von Dömitz ein Freibad gab, lernten in diesem Schwimmlager viele Kinder aus dem Kreis Ludwigslust schwimmen. Es war eine Besonderheit der DDR, dass es im kleinen Dorf Alt Jabel ein Freibad gab, in der Kreisstadt jedoch nicht.

## Politik

### Gemeindevertretung und Bürgermeister
Der Gemeinderat besteht (inkl. Bürgermeisterin) aus 10 Mitgliedern. Die Wahl zum Gemeinderat am 26. Mai 2019 hatte folgende Ergebnisse:
| Partei/Bewerber                        | Prozent | Sitze |
| -------------------------------------- | ------- | ----- |
| Wählergruppe Regionaler Weg            | 72,99   | 7     |
| Wählergruppe Faslam-Club-Woosmer e. V. | 15,94   | 2     |
| Die Linke                              | 6,56    | 1     |

Bürgermeisterin der Gemeinde ist Christel Drewes, sie wurde mit 81,77 % der Stimmen gewählt.

### Dienstsiegel
Die Gemeinde verfügt über kein amtlich genehmigtes Hoheitszeichen, weder Wappen noch Flagge. Als Dienstsiegel wird das kleine Landessiegel mit dem Wappenbild des Landesteils Mecklenburg geführt. Es zeigt einen hersehenden Stierkopf mit abgerissenem Halsfell und Krone und der Umschrift „GEMEINDE VIELANK“.

## Sehenswürdigkeiten
- „Dat Lütt Museum“ in Alt Jabel
- Dorfkirche Alt Jabel
- Ruine der Michaeliskirche in Alt Jabel; Diese wurde um 1250 von Mönchen des Zisterzienserklosters Eldena im romanischen Rundbogenstil mit einem hölzernen Glockenturm erbaut. Nach Einweihung der benachbarten neuen Kirche wurde der Vorgängerbau etwa 1909 bis auf die erhaltenen Mauern abgetragen. Im Innenraum findet sich der eingemauerte Rest einer steinernen Opferschale, der Überlieferung nach aus heidnischer Zeit.[10]

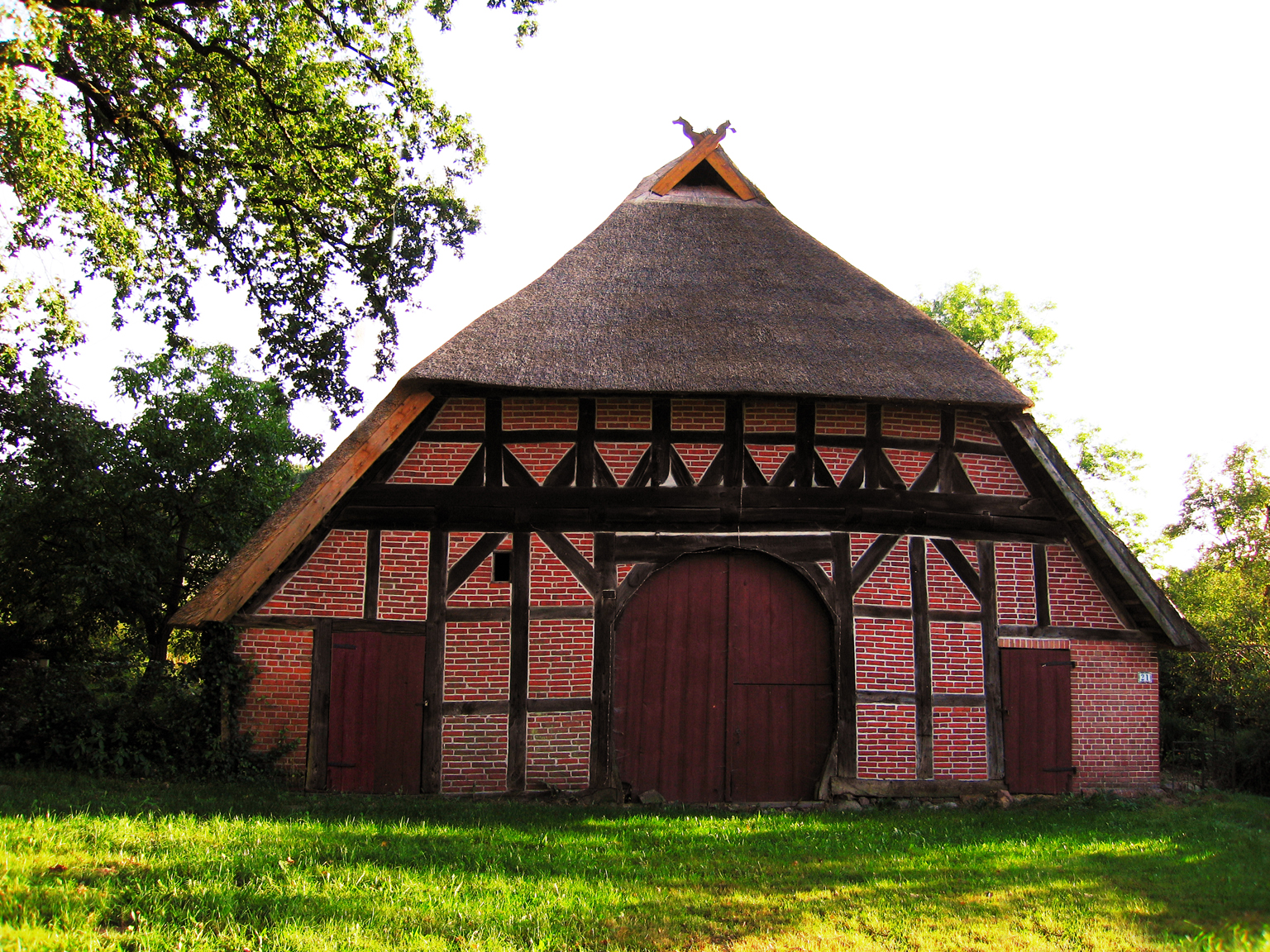
Fachwerkhaus von 1687 in Laupin
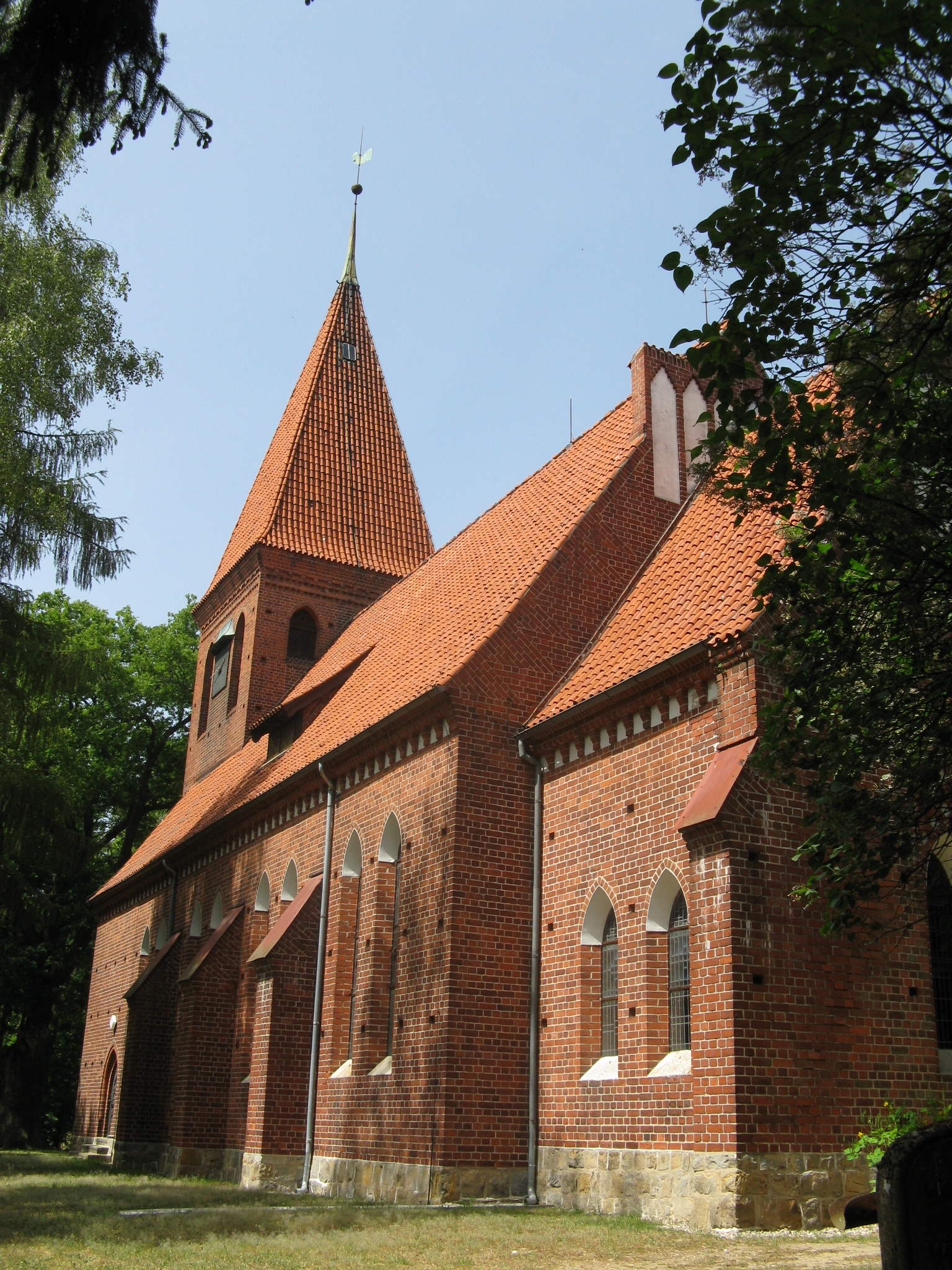
Kirche in Alt Jabel
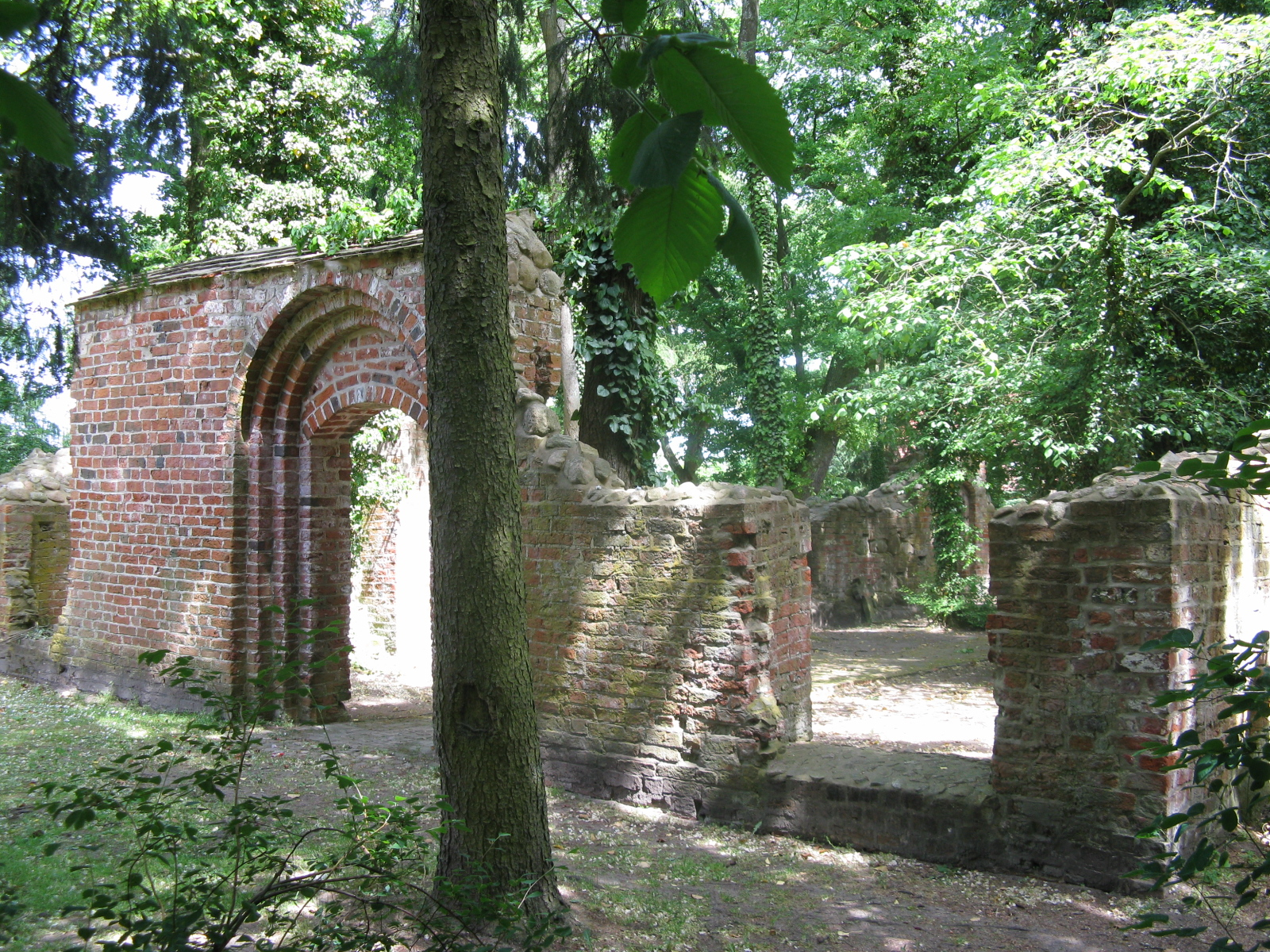
Kirchenruine in Alt Jabel
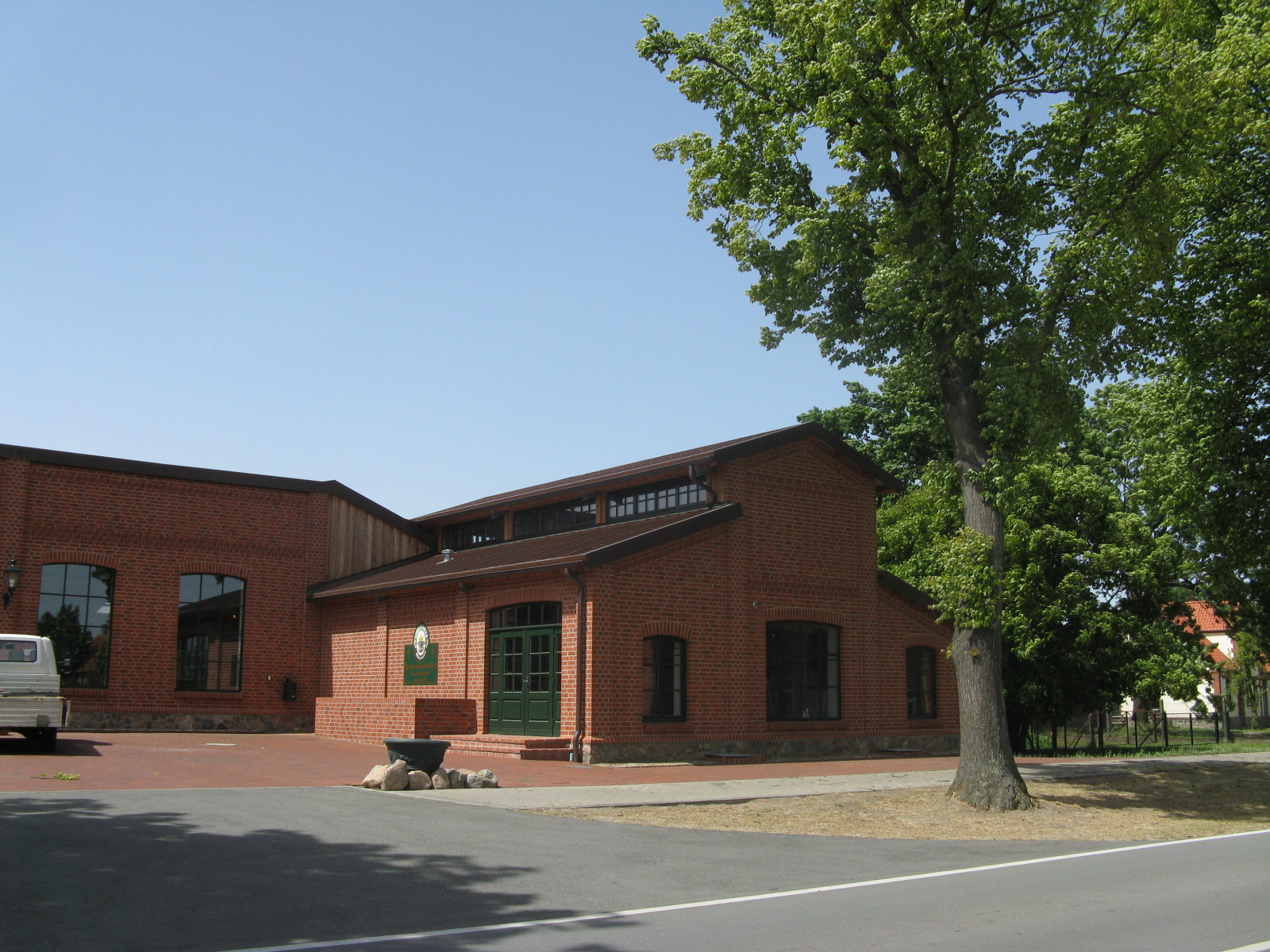
Vielanker Brauhaus